# Vĩnh Ô
Vĩnh Ô là một xã cũ thuộc huyện Vĩnh Linh, tỉnh Quảng Trị, Việt Nam.
Xã Vĩnh Ô có diện tích 89.06 km², dân số năm 1999 là 861 người, mật độ dân số đạt 10 người/km².

## Lịch sử
Xã Vinh Ô là nơi có giới tuyến chia cắt hai miền Nam – Bắc chạy qua trong chiến tranh Việt Nam.
Ở trên địa bàn xã có thôn Xa Lời (hoặc Xà Lơi) là điểm mốc cụ thể cuối cùng của giới tuyến, trước khi nó chạy thẳng theo hướng chính tây tới biên giới Việt – Lào. Trong các tài liệu và bản đồ cũ, thôn này không được gọi bằng tên thật của nó, mà được gọi là Bo Ho Su (tức "xứ Bò Ho", một tên dân dã của vùng thượng nguồn sông Bến Hải).
Ngày 16 tháng 6 năm 2025, Ủy ban Thường vụ Quốc hội ban hành Nghị quyết số 1680/NQ-UBTVQH15 về việc sắp xếp các đơn vị hành chính cấp xã của tỉnh Quảng Trị năm 2025. Theo đó, sắp xếp toàn bộ diện tích tự nhiên, quy mô dân số của các thị trấn Bến Quan, xã Vĩnh Ô, xã Vĩnh Hà, xã Vĩnh Khê thành xã mới có tên gọi là xã Bến Quan.

## Hành chính
Xã Vĩnh Ô được chia thành 7 thôn: Bản Lền, Bản Mích, Cây Tăm, Thúc, Xà Lơi (Xa Lời), Xà Ninh (Xa Nin), Xóm Mới.